# Zosteromeigenia mima
Zosteromeigenia mima là một loài ruồi trong họ Tachinidae.